# La Tour-de-Peilz
La Tour-de-Peilz je město na jihozápadě Švýcarska, v okrese Riviera-Pays-d’Enhaut v kantonu Vaud. Je situováno v oblasti Ženevského jezera mezi městy Vevey a Montreux. Žije zde přibližně 12 tisíc obyvatel.

## Geografie
La Tour-de-Peilz leží v nadmořské výšce 385 m, vzdušnou čarou 1,5 km jihovýchodně od okresního města Vevey. Město se rozkládá na severovýchodním břehu Ženevského jezera, známém také jako Vaudská riviéra, a na přilehlých svazích na úpatí panoramatické hory Les Pléiades v turistické oblasti Vevey-Montreux.
Území obce o rozloze 3,3 km² zahrnuje část na severovýchodním břehu Ženevského jezera (asi 3 km pobřeží jezera). Jižně od starého města se do jezera vypíná poloostrov La Becque. Území obce se rozkládá od břehu jezera přes poměrně rovný pás pobřeží až po mírně se svažující svahy pod Blonay. Nejvyššího bodu La Tour-de-Peilz se dosahuje na terase Villard v nadmořské výšce 506 metrů. Oblast je na jihovýchodě ohraničena potokem Burier, na severovýchodě dálnicí A9 a na severu potokem Ognona. K La Tour-de-Peilz patří také viniční vrch Crêt Richard (486 m n. m.) severně od Ognony. V roce 1997 tvořila 61 % rozlohy obce zastavěná plocha, 4 % lesy a lesní pozemky, 34 % zemědělství a méně než 1 % neproduktivní půda.
K obci La Tour-de-Peilz patří bývalá vesnice Burier (390 m n. m.) a několik vinic. Sousedními obcemi jsou Blonay – Saint-Légier, Montreux a Vevey. 

## Historie

Letecký pohled (1919)

V římských dobách vedla přes obec La Tour-de-Peilz vojenská cesta z Velkého Svatobernarského průsmyku do Aventicum (Avenches). Byly objeveny také stopy z galského a burgundského období.
První písemná zmínka o obci pochází z roku 1228 a nese název Turris de Peil, latinizovaný jako Turris Peliana. Ve 13. století se používal také název Turris Viviaci (Tour de Vevey). Původ názvu místa není zcela jasný. Peilz by mohl pocházet z římského rodového jména Pellius nebo z dřívějšího názvu Peys pro poloostrov La Becque.
Ve 12. století patřilo území La Tour-de-Peilz sionskému biskupovi, který je postoupil ženevským hrabatům. Ti nechali postavit opevněnou věž a léno spravovala rodina služebníků, kteří převzali jméno obce. V roce 1251 převzal Petr Savojský nejprve část území a později celé. V roce 1282 udělil hrabě Filip Savojský městu statut města. La Tour-de-Peilz byl jedním z nejdůležitějších obchodních přístavů na Ženevském jezeře a důležitým překladištěm z lodní dopravy na pozemní. Díky tomu město brzy dosáhlo určité prosperity. Dne 8. června 1476 bylo město i hrad vypleněno vojsky Bernu.
Po dobytí Vaudu Bernem v roce 1536 přešla La Tour-de-Peilz pod správu panství Vevey. Po pádu Staré konfederace patřilo město v letech 1798–1803 v období helvétského soustátí ke kantonu Léman, který byl po vstupu v platnost Ústavy o zprostředkování sloučen s kantonem Vaud. V roce 1798 bylo město přiřazeno k okresu Vevey. Díky své poloze na Vaudské riviéře mezi Vevey a Montreux zažilo La Tour-de-Peilz na konci 19. století také hospodářský rozmach a město se rozvinulo v turistické letovisko.

## Obyvatelstvo
| Rok            | 1850 | 1870 | 1900 | 1910 | 1930 | 1950 | 1960 | 1970 | 1980 | 1990   | 2000   | 2019   |
| Počet obyvatel | 1035 | 1627 | 2417 | 3348 | 4266 | 5015 | 6820 | 8864 | 9411 | 10 197 | 10 230 | 11 879 |

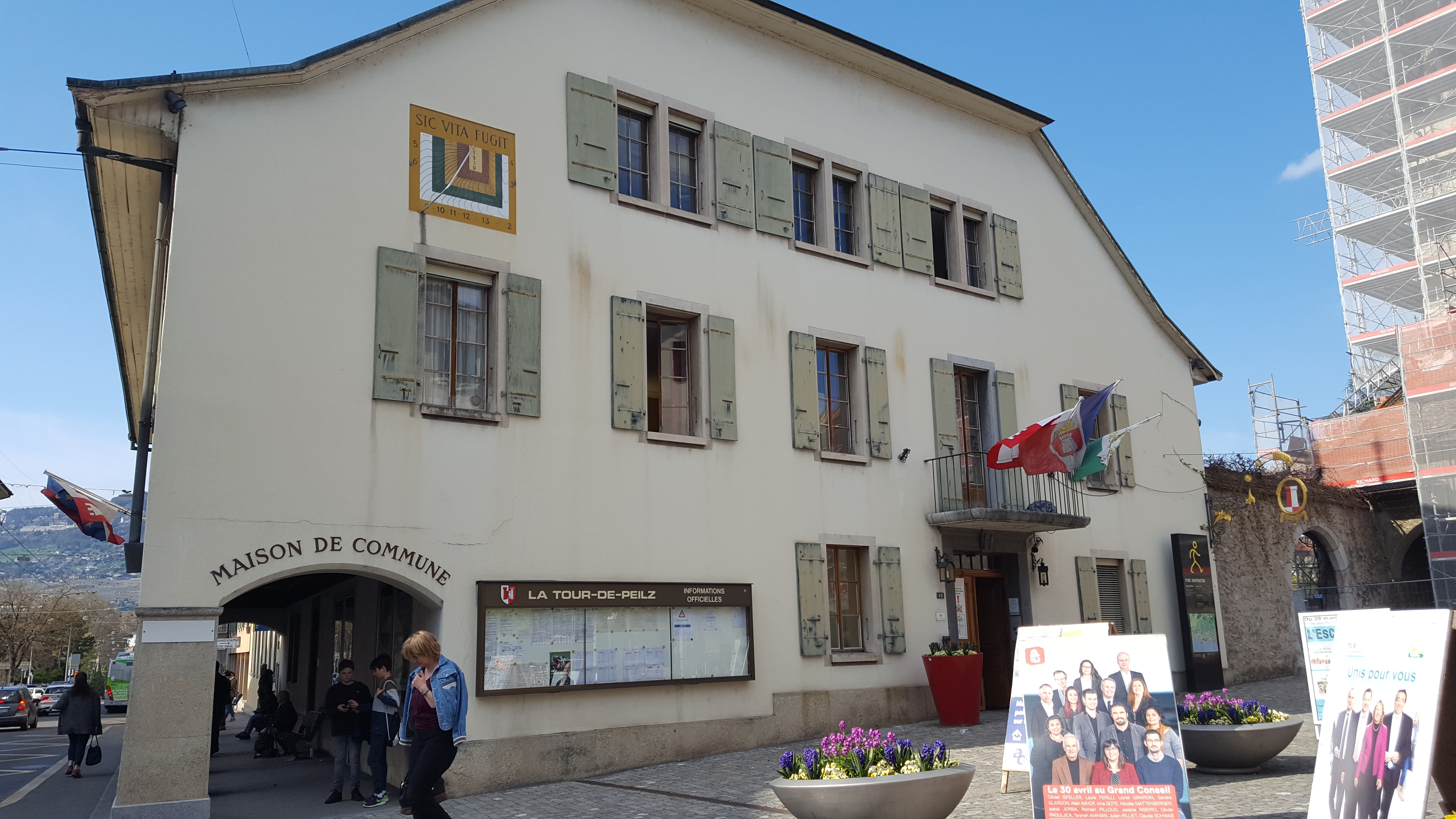
Městský úřad

Z celkového počtu obyvatel je 83,0 % francouzsky mluvících, 5,9 % německy mluvících a 2,9 % italsky mluvících (stav v roce 2000). Ke švýcarské reformované církvi se ve stejném roce hlásilo 37,0 % obyvatel, k církvi římskokatolické 37,7 % obyvatel. V roce 2008 žilo ve městě 25,6 % obyvatel cizí státní příslušnosti.

## Hospodářství

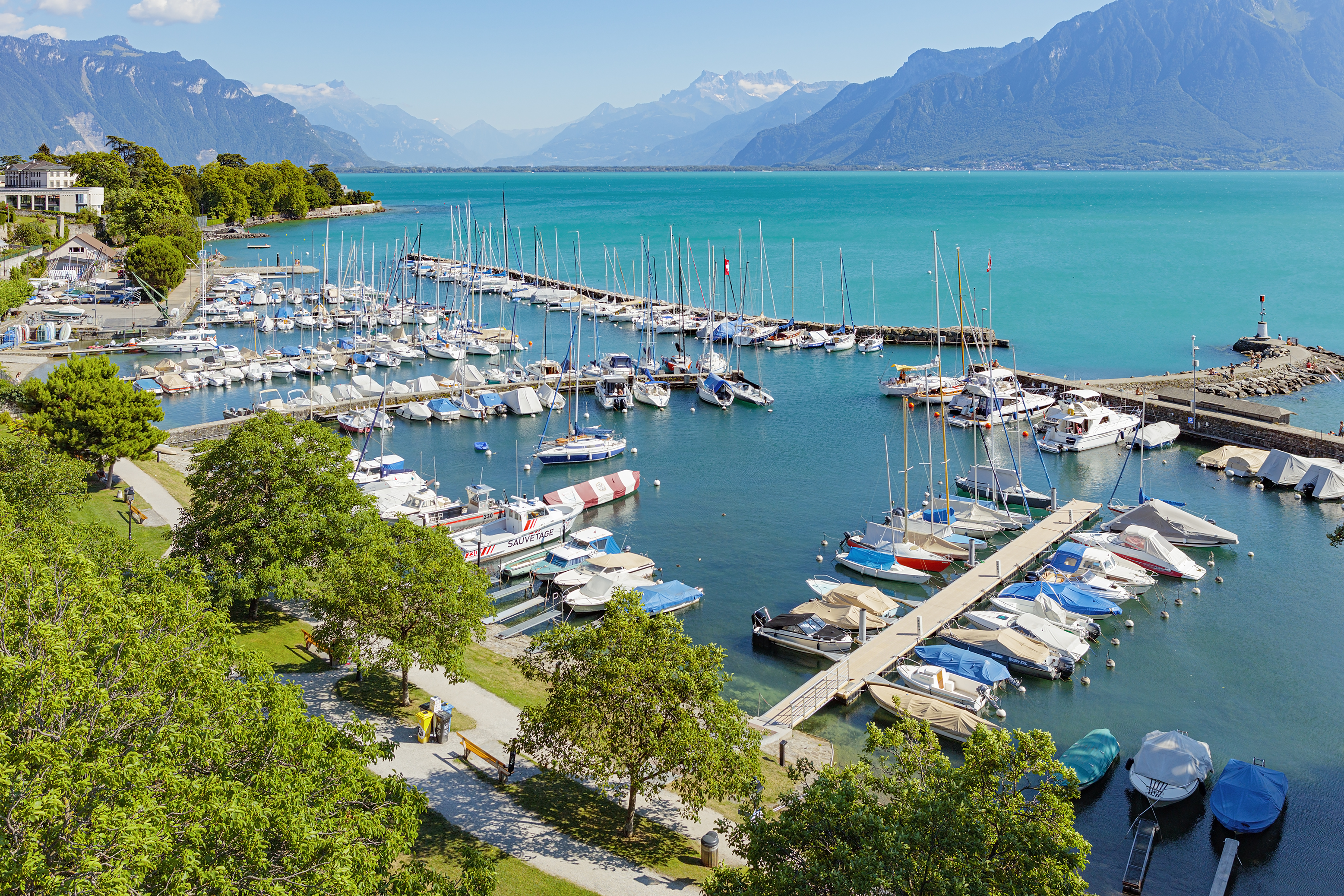
Pohled od města směrem na Alpy

Až do konce 19. století bylo La Tour-de-Peilz zemědělským a vinařským městem. Na počátku 20. století se díky mírnému klimatu a atraktivní poloze u Ženevského jezera vyvinulo v rekreační a prázdninové středisko. Zároveň se stalo oblíbeným rezidenčním předměstím Vevey.
Dnes město nabízí přibližně 2500 pracovních míst. Z toho asi 4 % v primárním sektoru, 11 % v průmyslovém sektoru a 85 % v sektoru služeb (stav v roce 2001). Na jižních svazích teras Villard a Crêt Richard a mezi horními obytnými čtvrtěmi La Tour-de-Peilz se na četných nesouvislých plochách pěstují vinice. Úrodná půda a příznivé podnebí jsou vhodné také pro pěstování plodin na orné půdě a pro zahradnictví.
Ve městě působí řada obchodních a komerčních společností, mimo jiné Brunner Frères, která se specializuje na zahradnictví, Société de gestion EVGE SA a laboratoře a kanceláře společnosti Nestlé S.A. Obchodní sektor je silně orientován na cestovní ruch. V La Tour-de-Peilz se nachází také Centre d’enseignement secondaire supérieur de l’est vaudois (školské a vzdělávací středisko) a řada dalších škol.
V posledních desetiletích se La Tour-de-Peilz vyvinulo v rezidenční obec s rozsáhlými čtvrtěmi vil a rodinných domů. Mnoho zaměstnanců dojíždí za prací do Vevey, Montreux nebo Lausanne.

## Doprava

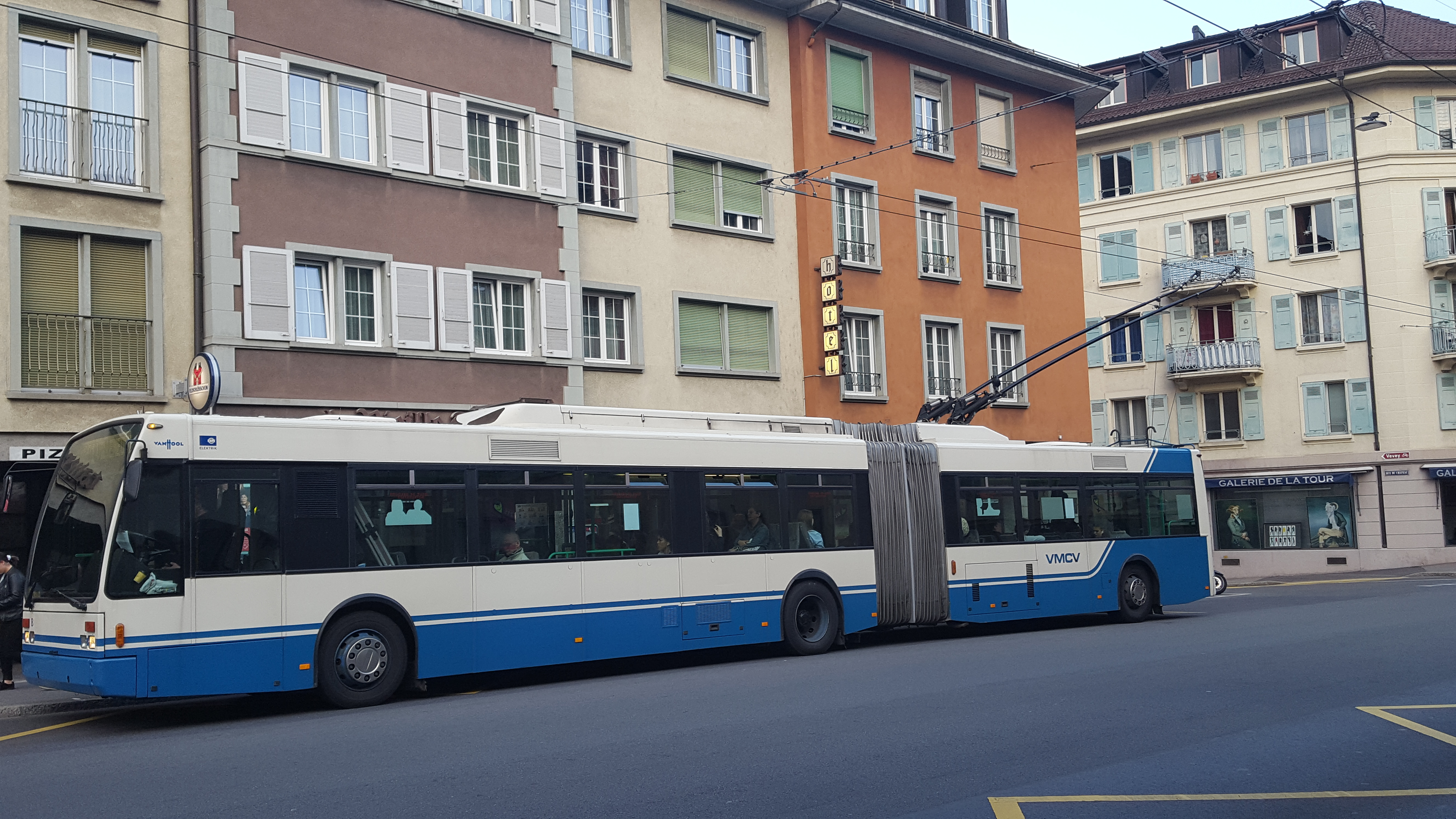
Trolejbus v centru města

Obec má velmi dobré dopravní spojení. Leží na hlavní silnici č. 9, která vede z Lausanne podél břehu jezera přes Vevey a Montreux do Valais. Nejbližší dálniční křižovatka (Vevey) na dálnici A9 (Lausanne–Sion), která byla otevřena v roce 1970, je vzdálena asi 3 km od centra obce.
Dne 2. dubna 1861 byl otevřen úsek železniční trati Lausanne–Villeneuve (Simplonské dráhy) z Lausanne do Sionu se stanicí v La Tour-de-Peilz. V obci se nachází také zastávka Burier SBB. Od roku 1888 jezdila podél břehu jezera elektrická tramvajová dráha Vevey – Montreux – Chillon – Villeneuve. Byla to první elektricky provozovaná dráha ve Švýcarsku a v roce 1957 ji nahradil trolejbus Vevey–Villeneuve, který nyní provozuje společnost Transports publics Vevey-Montreux-Chillon-Villeneuve (VMCV).

## Osobnosti
- Gustave Courbet (1819–1877), francouzský malíř
- Jacques Piccard (1922–2008), švýcarský oceánograf a výzkumník
- Shania Twain (* 1965), kanadská zpěvačka
- Manuela Malejevová (* 1967), švýcarská tenistka bulharského původu

## Partnerská města
- Ornans, Francie, od roku 1982

## Fotogalerie

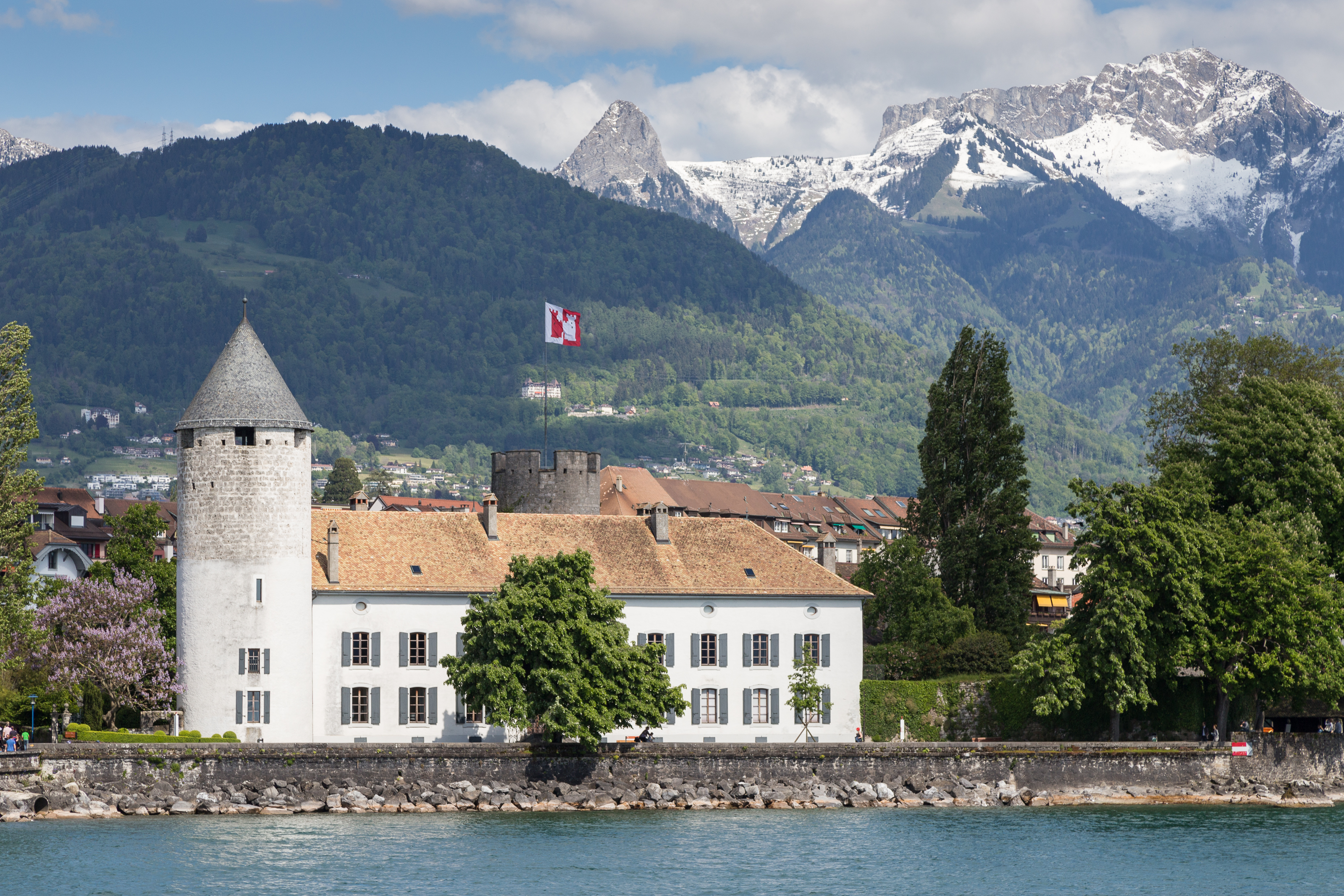
Zámek - Muzeum her
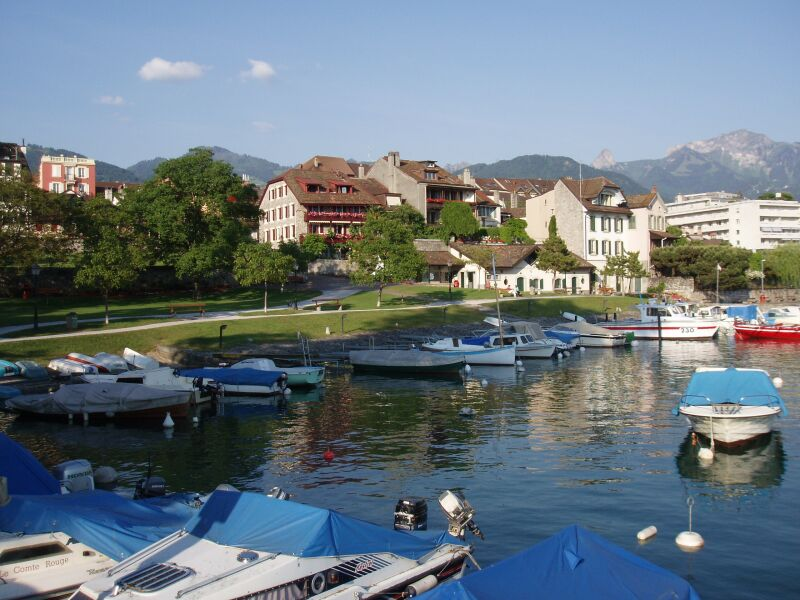
Přístav
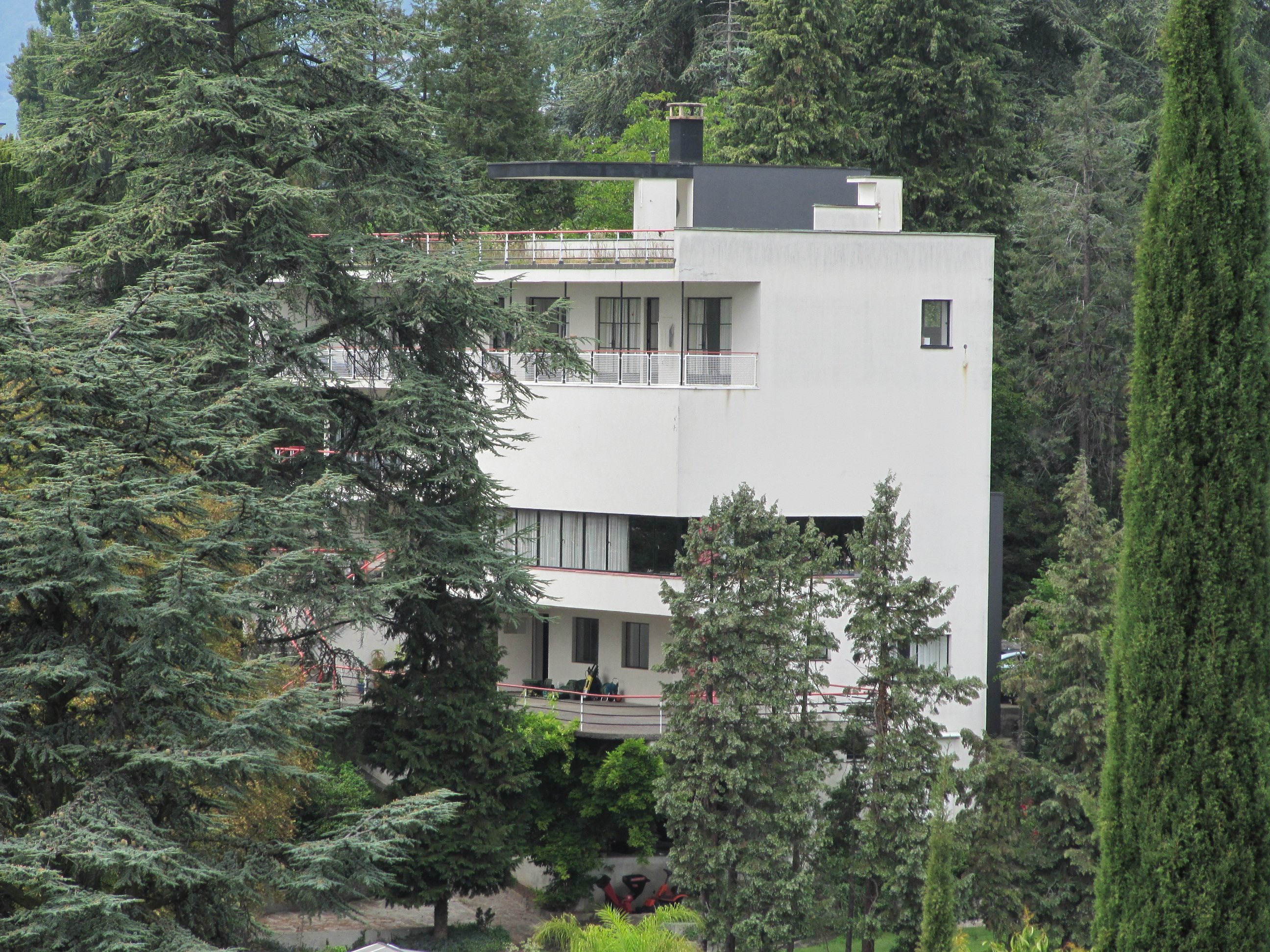
Vila Kenwin
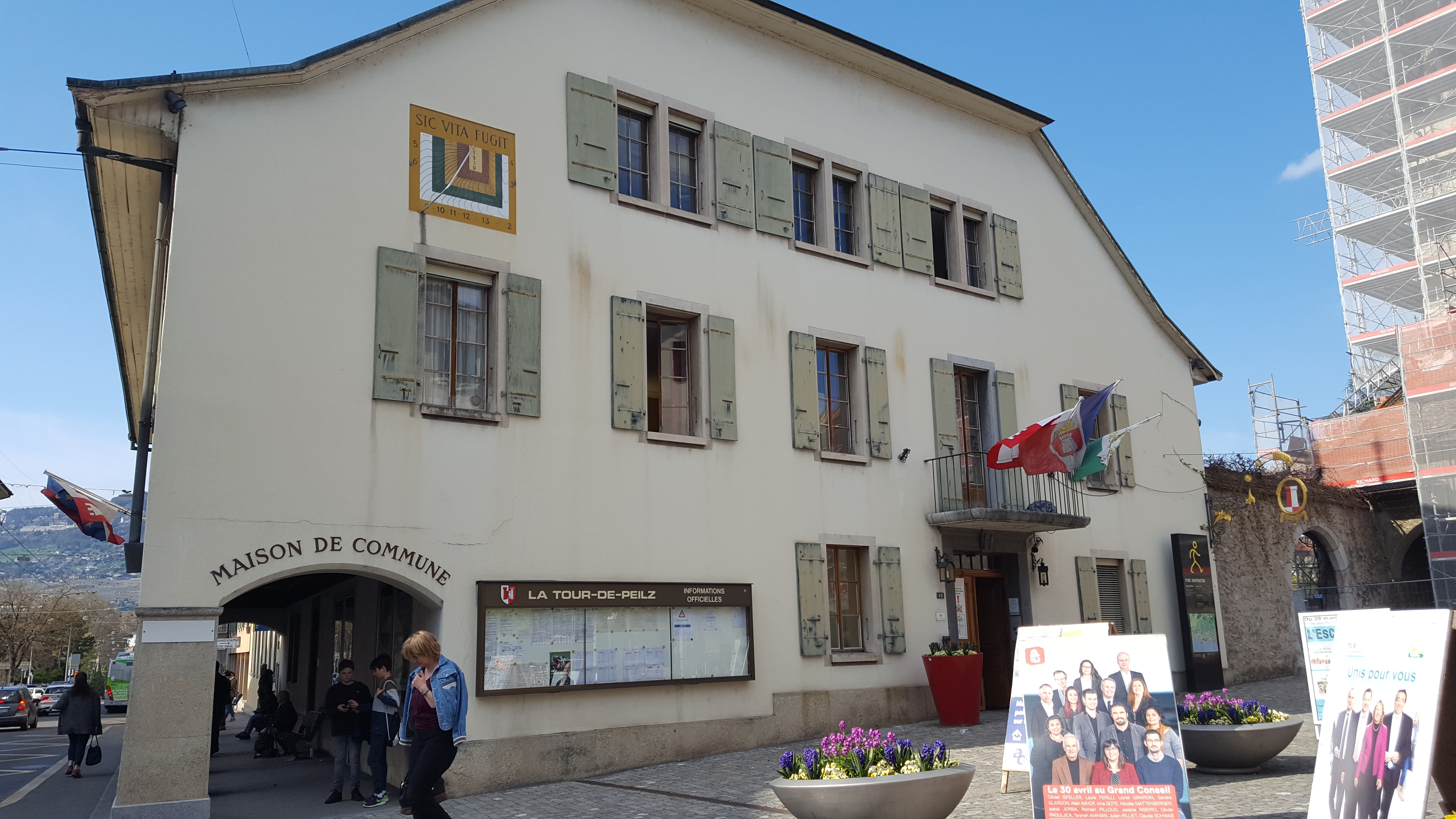
Radnice
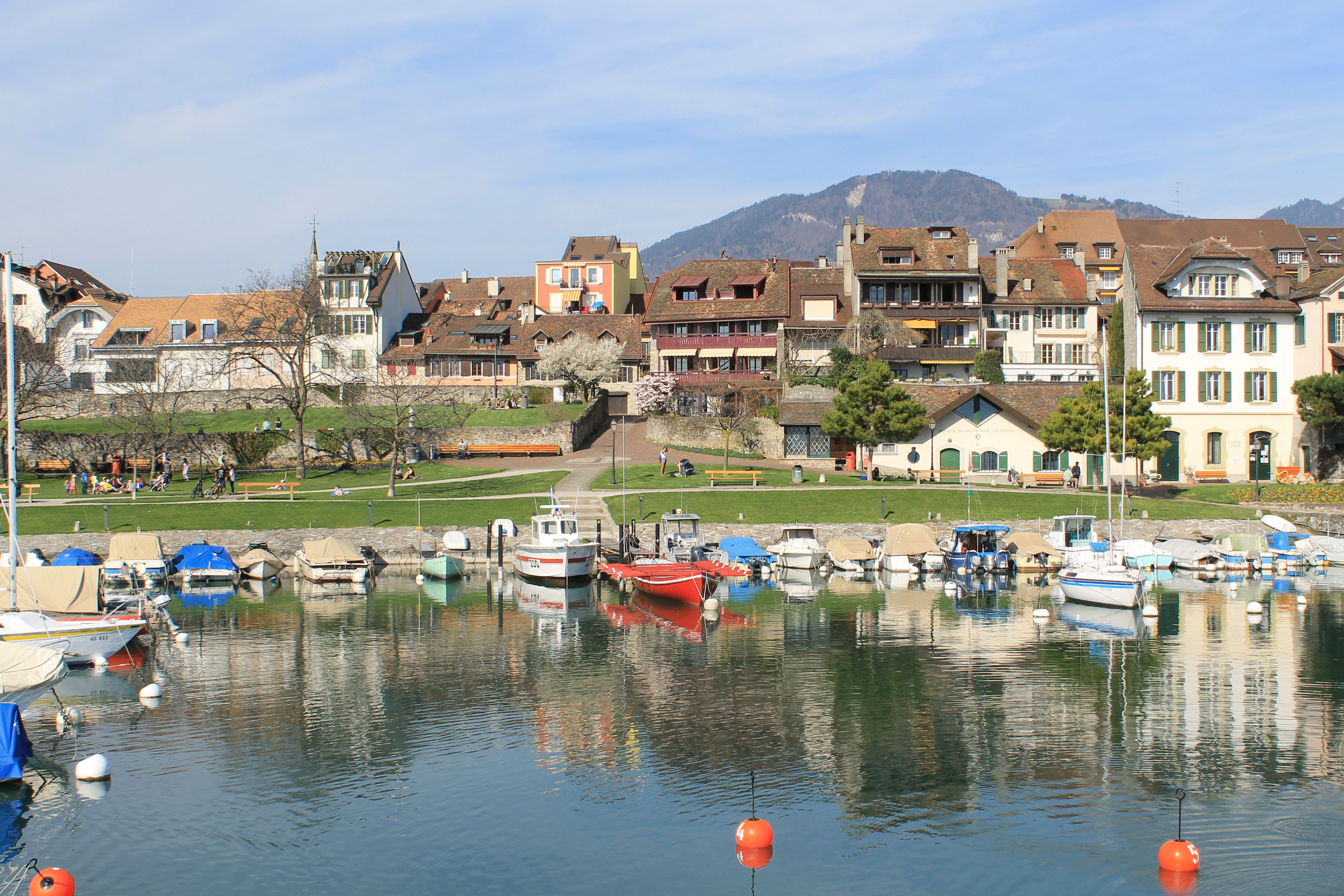
Nábřeží
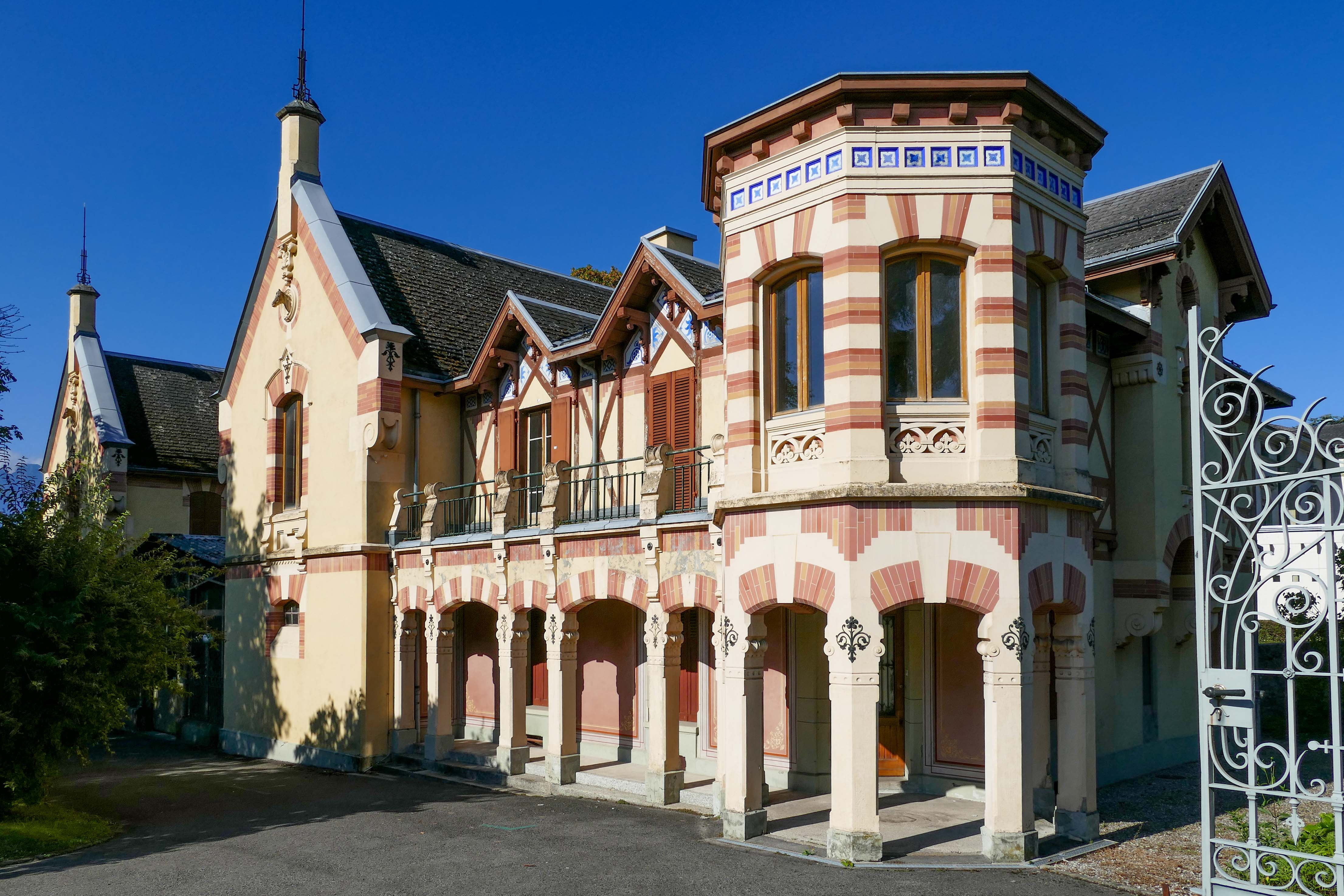
Château de la Becque
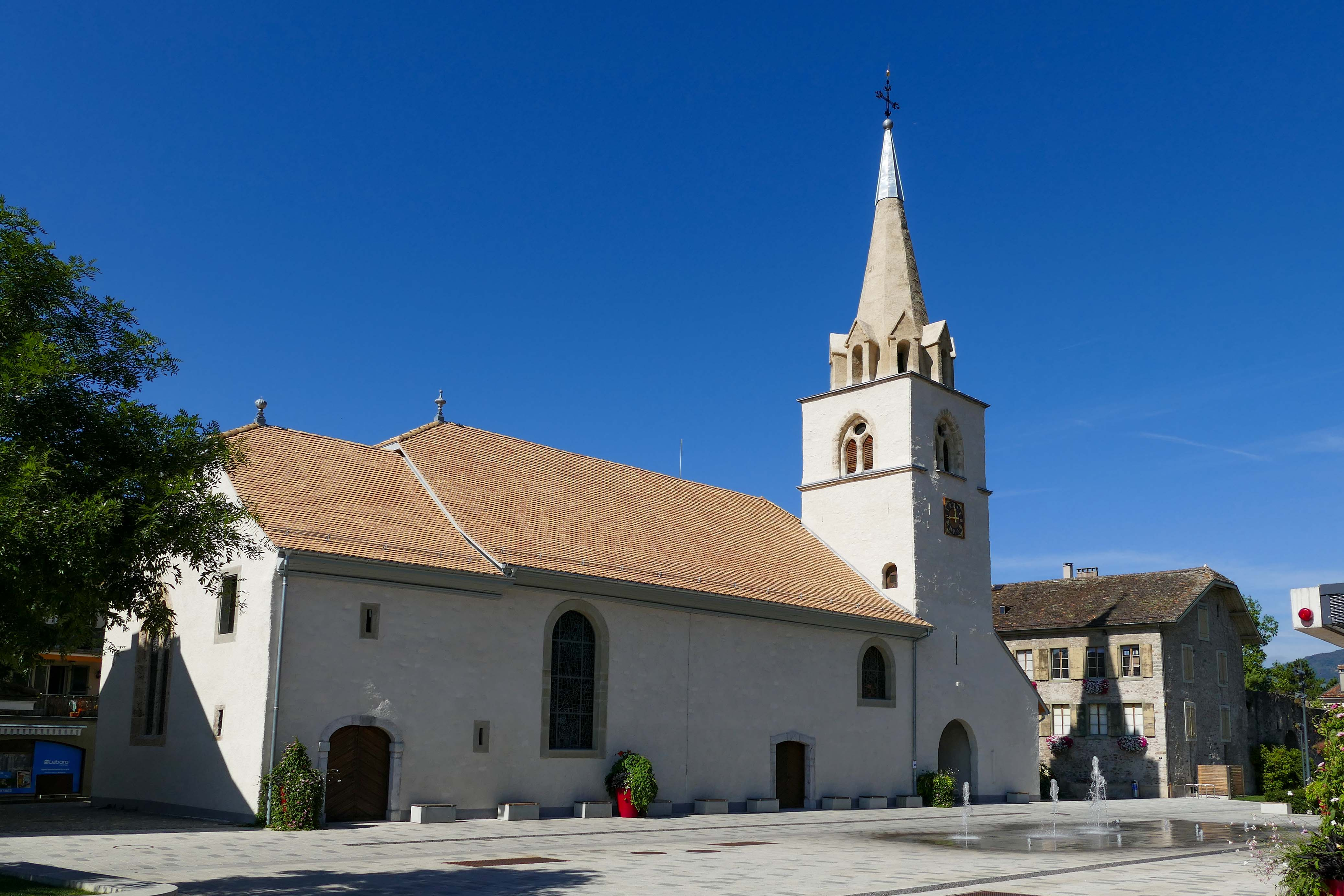
Reformovaný kostel sv. Theoduly